# Out of Time (álbum)
Out of Time - En español: Sin tiempo - es el séptimo álbum de estudio de la banda estadounidense de rock alternativo R.E.M., lanzado por Warner Bros el 12 de marzo de 1991. 
El álbum ha sido certificado platino en cuatro ocasiones en EE. UU. y ha vendido más de 11 millones de copias en todo el mundo. El éxito del álbum le permitió a la banda convertirse en una banda de culto a nivel internacional.
Ganó tres premios Grammy en 1991: uno como mejor álbum de música alternativa, y dos por el sencillo, «Losing My Religion», siendo el primer sencillo del álbum y convirtiéndose con los años en la canción más famosa y exitosa del grupo. Out of Time debutó en el número 1 en Estados Unidos y volvió a esa posición semanas después. También contó con los sencillos Shiny Happy People, Near Wild Heaven y Radio Song.
En 1998, en una votación hecha por los lectores de la revista Q colocaron a Out of Time en el puesto 38 entre los mejores álbumes de todos los tiempos; en la misma lista pero del año 2006, lo reubicaron en el puesto 37. En 2006, el álbum fue elegido por la revista Time como uno de los 100 mejores discos de todos los tiempos. 
Previamente el álbum también fue elegido como uno de los mejores álbumes de todos los tiempos de la revista Rolling Stone, en sus ediciones de 2003 y 2012, y en el libro de los 1001 Discos que hay que oir antes de morir.

## Antecedentes
A casi dos años después del lanzamiento de Green (1988), los miembros de R.E.M. iniciaron las sesiones de grabación de un nuevo disco. El álbum se grabó en menos de un mes, entre septiembre y octubre de 1990 en varios estudios de grabación y en distintas ciudades. 

### Grabación
Los temas se grabaron en Woodstock, Nueva York, en los Bearsville Studios y en Athens, Georgia, en los John Keane Studios. La orquestación de todos los temas se realizó por separado en Atlanta, con la Orquesta Sinfónica de Atlanta, dirigida por Mark Bingham, un mes después. Atlanta, en los Soundscape Studios. La mezcla final se realizó en los Paisley Park Studios, de Chanhassen, Minnesota, propiedad del músico y compositor Prince.
El álbum, al igual que su antecesor, combina música folk con el pop, y la música clásica, y con algunos elementos de música country y americana.

## Contenido

### Canciones
El álbum abre con la canción funk Radio Song, que fue el último sencillo del álbum, que fue grabada con el rapero estadounidense KRS-One. 
Losing My Religion, fue el segundo tema y es a la fecha el tema más exitoso del grupo y el primer sencillo lanzado por la banda en la década de los 90. La canción se grabó durante septiembre de 1990 en Woodstock, y en ella se empleó un instrumento de cuerda poco común en el rock como la mandolina, tocada por el guitarrista Peter Buck. Para la línea del bajo, el bajista Mike Mills se inspiró en el bajista de Fleetwood Mac John McVie, y de hecho Mills reconoció que tomó una de las líneas de McVie, al no poder idear una completamente original para la canción. El cantante Michael Stipe grabó sus líneas en una sola toma. La canción aborda la llegada al límite de una persona dentro de una relación romántica.
El tercer tema es Low, seguido de Near Wild Heaven, cuarto tema y tercer sencillo, que fue cantado en su integridad por Mills, quien también la coescribió con Buck.
El quinto tema es el instrumental Endgame, al que le sigue Shiny Happy People, segundo sencillo y sexto tema. La canción fue escrita por Stipe a raíz de los sucesos de la Plaza de Tiananmen en China, en 1989. Según informa Stipe, la canción se escribió en tono irónico, ya que el tema central de la canción es una burla a los carteles de propaganda comunistas, donde se ve a "personas alegres y radiantes tomándose de las manos". La canción contó con la participación de la cantante del grupo The B 52's, Kate Pierson.
Al séptimo tema Belong, y el octavo Half a World Away, le sigue Texarkana, que habla sobre la ciudad homónima en Texas. El noveno tema Country Feedback habla sobre el estado de ánimo caótico de una persona que acaba de terminar una relación sentimental. Finalmente el álbum cierra con el undécimo tema Me in Honey.

### Portada
El arte de cubierta muestra el nombre del grupo y del álbum en una especie de heráldica amarilla, con bordes negros, sobre un fondo color caramelo o amarillo ocre. La edición española muestra pinturas al óleo con tonos ocre.

## Lanzamiento y promoción
El álbum fue precedido por el sencillo Losing My Religion, que fue lanzado el 19 de febrero de 1991. En el video se hace alusión al título literal de la canción, ya que aparecen figuras religiosas, como un ángel negro, Stipe con alas, hombres de barba y ropa bíblica, y figuras hinduistas, así como también a los miembros de la banda en una habitación de puertas, ventanas, paredes y piso de madera, similar a una cabaña; con una jarra de vidrio con leche.
El álbum fue lanzado el 12 de marzo de 1991, y fue seguido por los sencillos Shiny Happy People, Near Wild Heaven y Radio Song.
Shiny Happy People fue lanzado el 16 de mayo de 1991, y en el video aparecen en principio los miembros de R.E.M. con Kate Pierson, delante de un cartel móvil con figuras pintadas en similitud a un vecindario hecho por niños pequeños. El hombre que hace mover el cartel es un anciando subido a una bicicleta. En un momento del video el anciano se cansa y una niña le lleva un vaso, que después de beber lo reconforta y la niña lo lleva la escena central, donde a los 5 músicos se les han unido otras personas que cantan y bailan (en alusión al título de la canción).

## Lista de canciones
| Canciones de Out of Time |                                         |          |  |
| N.º                      | Título                                  | Duración |  |
| 1.                       | «Radio Song»                            | 4:12     |  |
| 2.                       | «Losing My Religion»                    | 4:26     |  |
| 3.                       | «Low»                                   | 4:55     |  |
| 4.                       | «Near Wild Heaven»                      | 3:17     |  |
| 5.                       | «Endgame»                               | 3:48     |  |
| 6.                       | «Shiny Happy People» (con Kate Pierson) | 3:44     |  |
| 7.                       | «Belong»                                | 4:03     |  |
| 8.                       | «Half a World Away»                     | 3:26     |  |
| 9.                       | «Texarkana»                             | 3:36     |  |
| 10.                      | «Country Feedback»                      | 4:07     |  |
| 11.                      | «Me in Honey»                           | 4:06     |  |

En el LP y en el casete, R.E.M. nombró al lado 1 (pistas 1-5) como «Time Side» (Lado del tiempo) y al lado dos (pistas 6-11) como el «Memory Side» (lado de la memoria)

## Miembros
- Michael Stipe – voz principal y coros
- Peter Buck – guitarras y mandolina
- Mike Mills – voz principal y coros, bajo, piano y órgano
- Bill Berry – batería, percusiones y coros

### Miembros adicionales
- KRS-One – coros
- Peter Holsapple - guitarra acústica
- Kate Pierson – voz principal y coros
- Kidd Jordan – saxofón y clarinete
- Cecil Welch – trompeta
- Mark Bingham – arreglos de cuerdas
- Dave Kempers – violín
- David Braitberg – violín
- David Arenz – violín
- Ellie Arenz – violín
- Paul Murphy – viola
- Reid Harris – viola
- Andrew Cox – chelo
- Elizabeth Murphy – chelo
- Ralph Jones – contrabajo